# Lathrothele jezequeli
Espèce
Lathrothele jezequeli est une espèce d'araignées mygalomorphes de la famille des Ischnothelidae.

## Distribution
Cette espèce est endémique de Côte d'Ivoire. Elle se rencontre sur le mont Nimba.

## Description
Les mâles mesurent de 6,0 à 6,3 mm et les femelles de 6,5 à 7 mm.
La carapace du mâle holotype mesure 2,77 mm de long sur 2,39 mm.

## Étymologie
Cette espèce est nommée en l'honneur de Jean-François Jézéquel.

## Publication originale
- Benoit, 1965 : Dipluridae de l'Afrique Centrale (Araneae-Orthognatha) 2. Genres Lathrothele nov. et Macrothele Ausserer. Revue de Zoologie et de Botanique Africaines, vol. 71, p. 113-128.